# Varanus baritji
Varanus baritji este o specie de reptile din genul Varanus, familia Varanidae, descrisă de George King și Horner 1987. Conform Catalogue of Life specia Varanus baritji nu are subspecii cunoscute.